# St. Elisabeth-Krankenhaus Leipzig
Das St. Elisabeth-Krankenhaus ist ein katholisches Krankenhaus der Regelversorgung in Leipzig-Connewitz. Es hat 374 Betten und ist akademisches Lehrkrankenhaus der Universität Leipzig. Die seit 1931 bestehende Einrichtung erfuhr nach 1990 wesentliche Erweiterungen. In zwölf Fachabteilungen werden pro Jahr rund 20.000 Patienten stationär behandelt (19.374 im Jahr 2022). Der bauliche Altbestand steht unter Denkmalschutz.

## Lage
Die Adresse des Krankenhauses lautet Biedermannstraße 84. Das ist nahezu das südliche Ende dieser Connewitzer Nebenstraße auf leicht erhöhtem Gelände vor der benachbarten St. Bonifatius-Kirche. Bei der Wahl des Standorts wurde das Augenmerk sowohl auf eine günstige Verkehrsanbindung als auch eine ruhige Lage mit gesunder Luft gelegt. Das Erste erfüllt die Nähe der Bornaischen Straße mit Straßenbahnverkehr (Linien 9 und 11), das Zweite das nur von einer Seite angrenzende Wohngebiet und die Nähe zum Leipziger Auenwald, der weniger als 500 Meter entfernt ist, sowie auch der Baumbestand auf dem Klinikgelände. Dieses erstreckt sich bis zur Prinz-Eugen-Straße und umfasst eine Fläche von etwa fünf Hektar.

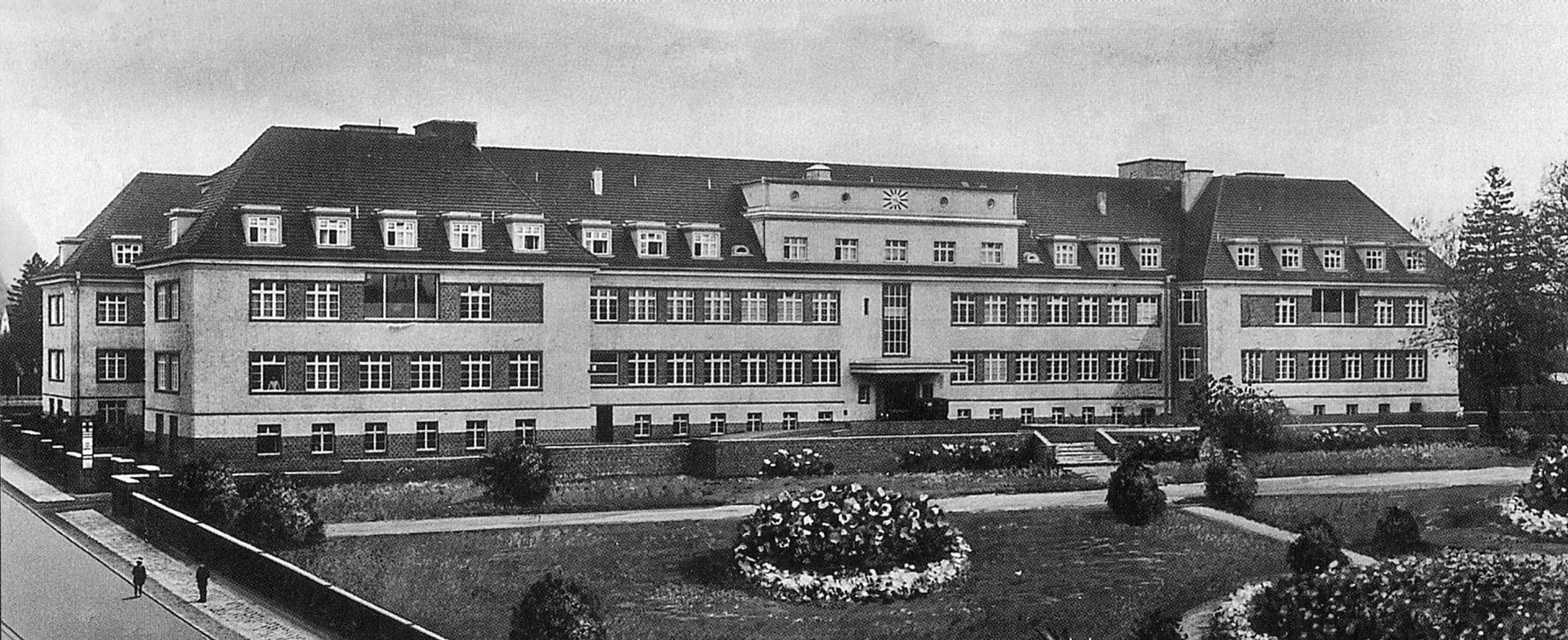
Das St. Elisabeth-Krankenhaus nach seiner Eröffnung

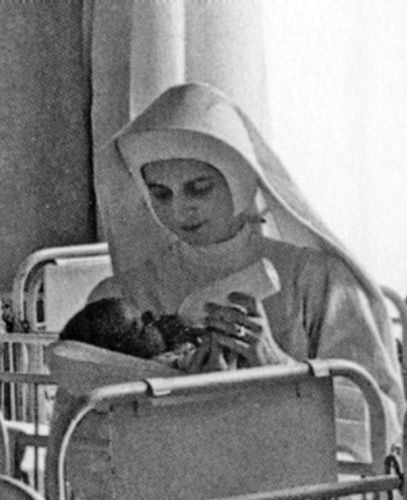
Graue Schwester

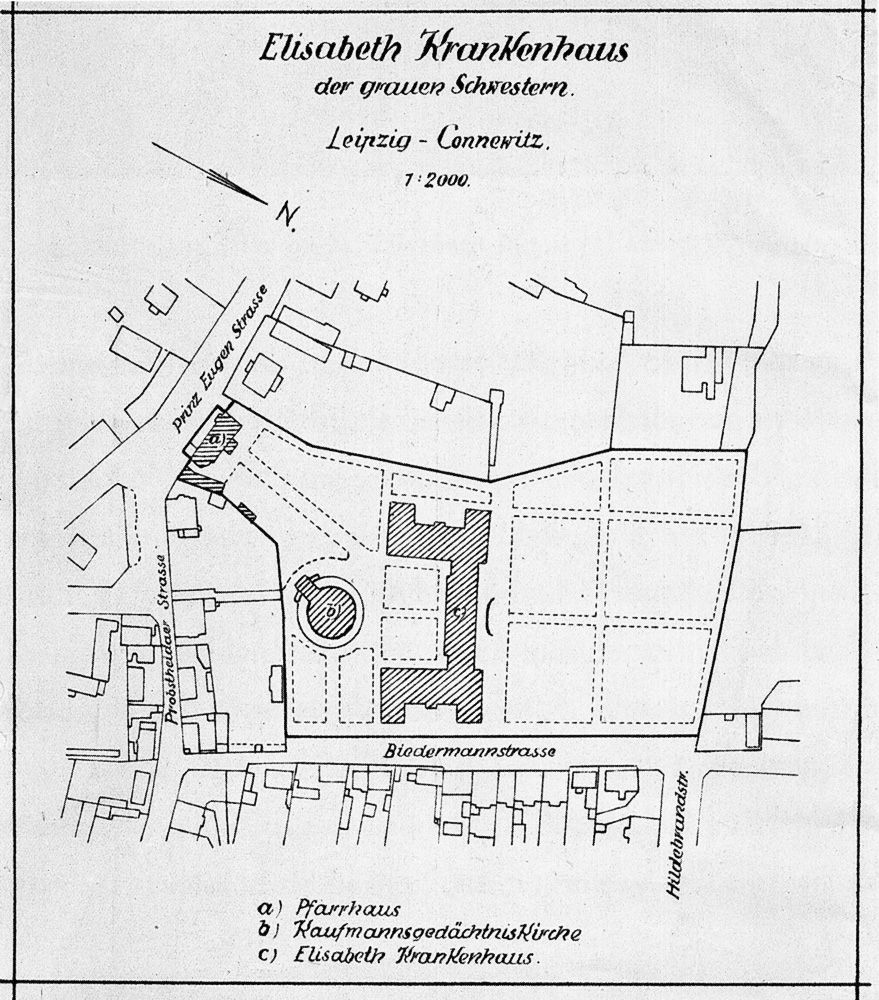
Lageplan 1931

## Geschichte
Am 11. April 1929 wurde beim Rat der Stadt Leipzig ein Vorprojekt für ein Krankenhaus mit 210 Zimmern eingereicht und am 17. August 1930 der Grundstein dafür gelegt. Architekt war der Hallenser Carl Fischer, beraten von Theo Burlage, dem Architekten der St. Bonifatius-Kirche. In der Endphase des Baus übernahm der ehemalige Stadtbaurat Hubert Ritter die Bauleitung. Am 15. November 1931 wurde das Haus eingeweiht, zwei Tage vor dem 700. Todestag der heiligen Elisabeth von Thüringen, deren Namen es erhielt.
Das Gebäude entstand als eine zweistöckige Dreiflügelanlage mit leicht nach außen strebenden, wiederum dreiflüglich konzipierten Seitenflügeln. Der mit Münchner Rauputz belegte Ziegelbau enthält Spannbetondecken. Klinkerflächen fassen die Fenster zu Gruppen zusammen. Der Mitteltrakt trägt ein fünfachsiges Dachhaus mit Uhr, und die zahlreichen Dachgauben belegen einen kompletten Ausbau des Dachgeschosses. Das Haus war mit allen technischen Errungenschaften der damaligen Zeit ausgestattet.
Erster ärztlicher Direktor war der Universitätsprofessor und Chirurg Alfons Kortzeborn. Die Pflege der Patienten übernahmen 30 Schwestern der Kongregation der Schwestern von der heiligen Elisabeth, die wegen der Farbe ihres Habits auch die Grauen Schwestern genannt wurden und demzufolge das Haus auch mitunter: Elisabeth-Krankenhaus der Grauen Schwestern. Etwa ebenso viele nichtkirchliche Arbeitskräfte sicherten den technischen Betrieb des Hauses. Obwohl katholisches Krankenhaus, stand es von Anfang an allen Kranken ohne Ansehen der Konfession und Weltanschauung offen.
Im Zweiten Weltkrieg wurde das Gebäude, das nun als Lazarett diente, mehrmals beschädigt. 1946 wurden die Kriegsschäden beseitigt. In den nächsten beiden Jahren erfolgten externe Erweiterungen des Krankenhauses durch Außenstationen mit 30 Betten in der Kommandant-Prendel-Allee 106 und 70 Betten in der Witzgallstraße 20. In den 1960er Jahren wurden neue Fachabteilungen eingerichtet, Operationssäle überholt und medizinische Großgeräte aufgestellt.
1969 begann der Rückzug der Grauen Schwestern, deren Zahl nach 1945 bis zu 55 betragen hatte, zunächst aus zwei Stationen. 1974 waren sie vollends durch Krankenschwestern ersetzt. 1965 hatte die eigene Ausbildung von Schwesternhelferinnen begonnen, und 1976 erfolgte die Eröffnung der Medizinischen Fachschule zur dreijährigen Ausbildung von Krankenschwestern mit 75 Plätzen. 1980 entstand für diese Schule ein Internat mit Unterrichtsräumen in Plattenbauweise.

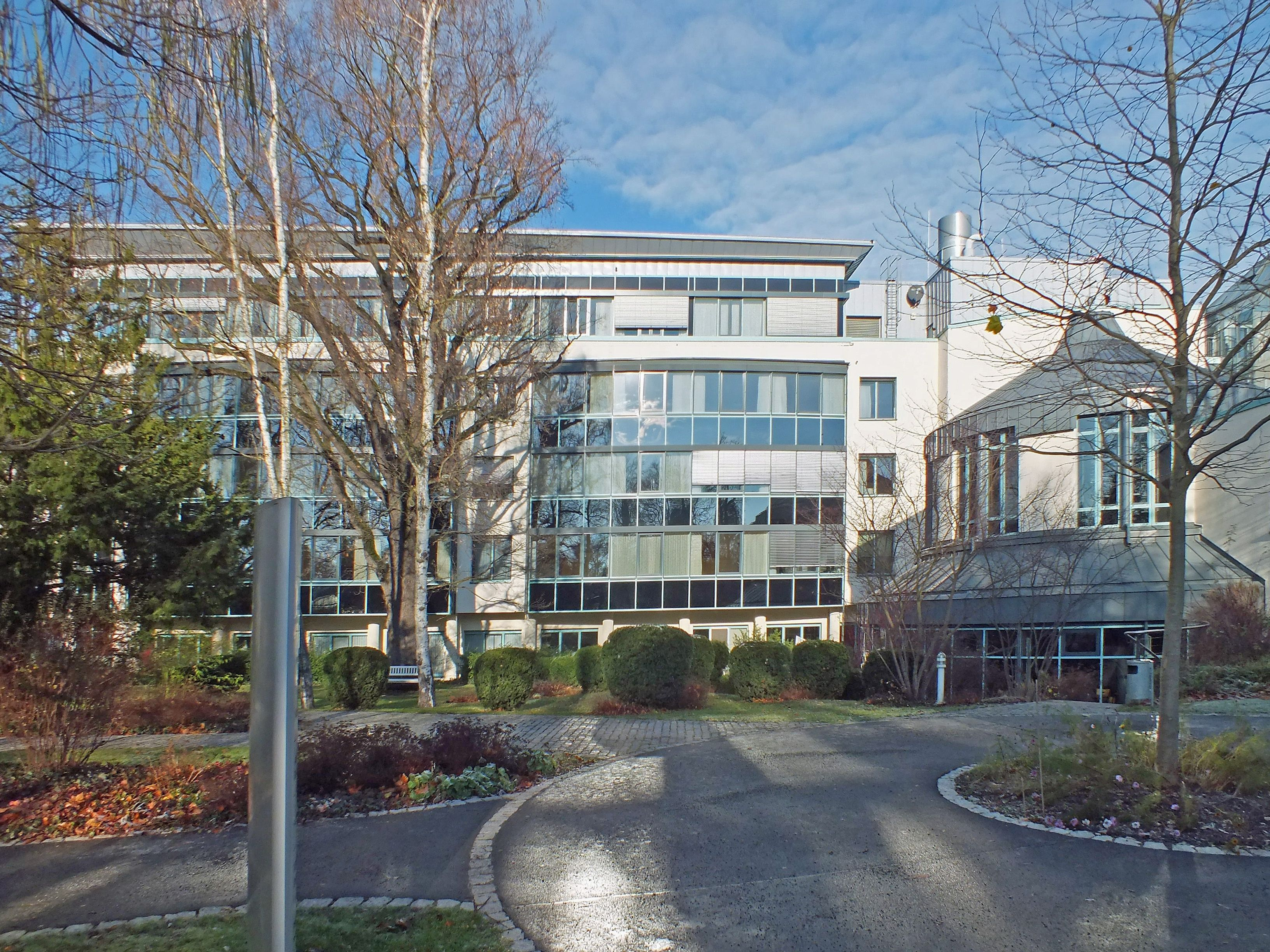
Der Neubau von 1998 vom Park aus

Obwohl in den 1980er Jahren einige kleinere Bauten in Angriff genommen wurden (Gasheizhaus, Wäscherei, Fachambulanzen), kam die Rekonstruktions- und Neubautätigkeit erst nach der politischen Wende in Gang. Begonnen wurde mit neuen Fenstern, neuem Außenputz, einem neuen Dach und drei neuen Aufzügen. Neue medizinische Großgeräte wurden angeschafft. Der wirtschaftliche Betrieb musste auf westdeutsche Bilanzrichtlinien und Finanzierungsgrundlagen umgestellt werden. 1994 wurde die Rechtsform des Hauses in eine gemeinnützige GmbH geändert. Die Außenstellen in der Kommandant-Prendel-Allee und in der Witzgallstraße wurden 1993 bzw. 1998 geschlossen.
Von 1996 bis 1998 wurde ein neuer Krankenhausteil (Haus B) mit Ein- bis Drei-Bett-Zimmern errichtet. Diesem schloss sich bis 2003 ein Funktionsneubau mit Zentral-OP und Kreißsälen, einem Hubschrauberlandeplatz auf dem Dach, einer Krankenhausküche sowie Technikzentrale und Lagerwirtschaft auf modernstem Stand an. In dem Verbindungsstück zwischen Alt- und Neubau befinden sich die Rezeption und die Patientenaufnahme, eine neue katholische Hauskapelle und im unteren Stockwerk die Cafeteria. Bis Ende 2009 wurde der Altbau unter Verbindung der denkmalgeschützten Bausubstanz mit den Anforderungen eines modernen Krankenhausbetriebes umfassend renoviert und dabei die Zimmergröße auf Ein- bis Dreibettzimmer verkleinert.
Es wurden neue Abteilungen und Facharztbereiche geschaffen, so zum Beispiel die Palliativmedizin, die Geriatrie, das Brustzentrum und die zentrale Anästhesiologie. 2011 wurden die Krankenpflegeschule neu erbaut, der betriebsnahe Kindergarten „Elifant“ eröffnet und das Konferenzzentrum mit 250 Plätzen übergeben, das auch Live-Übertragungen aus den Operationssälen ermöglicht. Anfang 2013 eröffnete auf dem Krankenhausgelände an der Prinz-Eugen-Straße ein Zentrum für Traditionelle chinesische Medizin (TCM). Seit 2014 arbeitet in der ehemaligen Schomburgk-Villa (danach Klinik Bethanien) ein ambulantes Rehazentrum (ARZ), beides Einrichtungen des Krankenhauses. Ein weiterer Gebäudekomplex, das Haus C, wurde 2016 in Betrieb genommen.

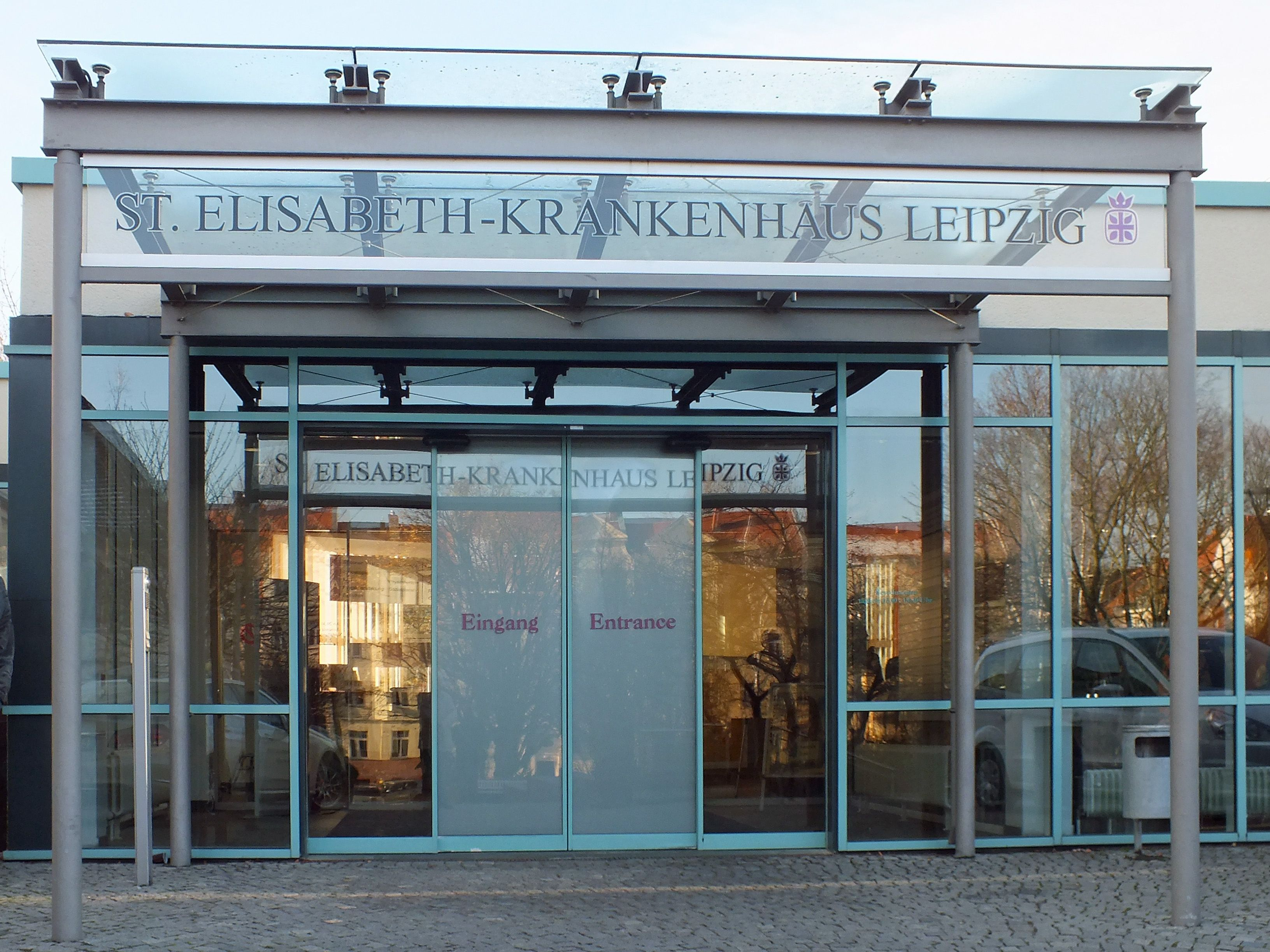
Der neue Eingangsbereich
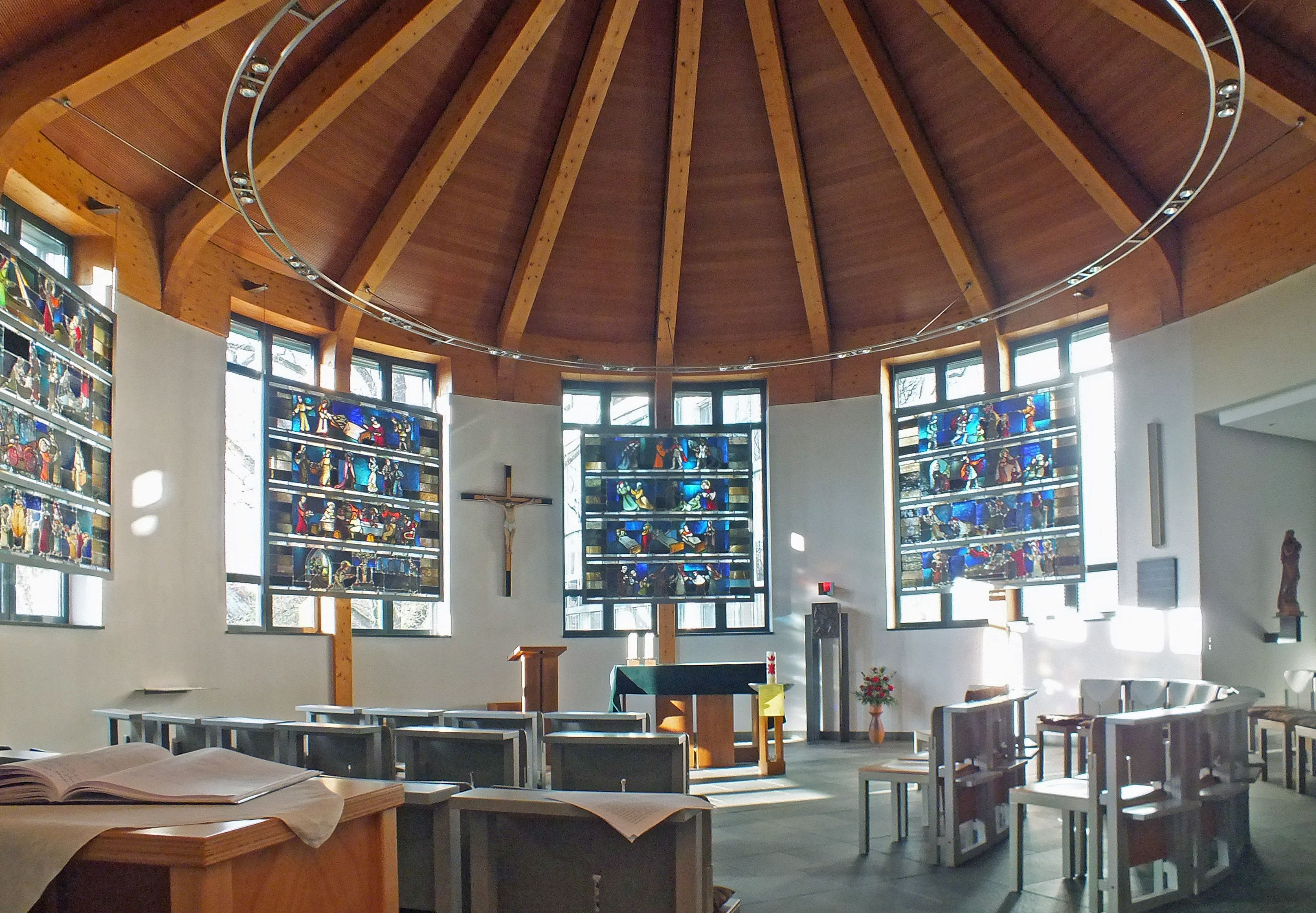
In der katholischen Kapelle
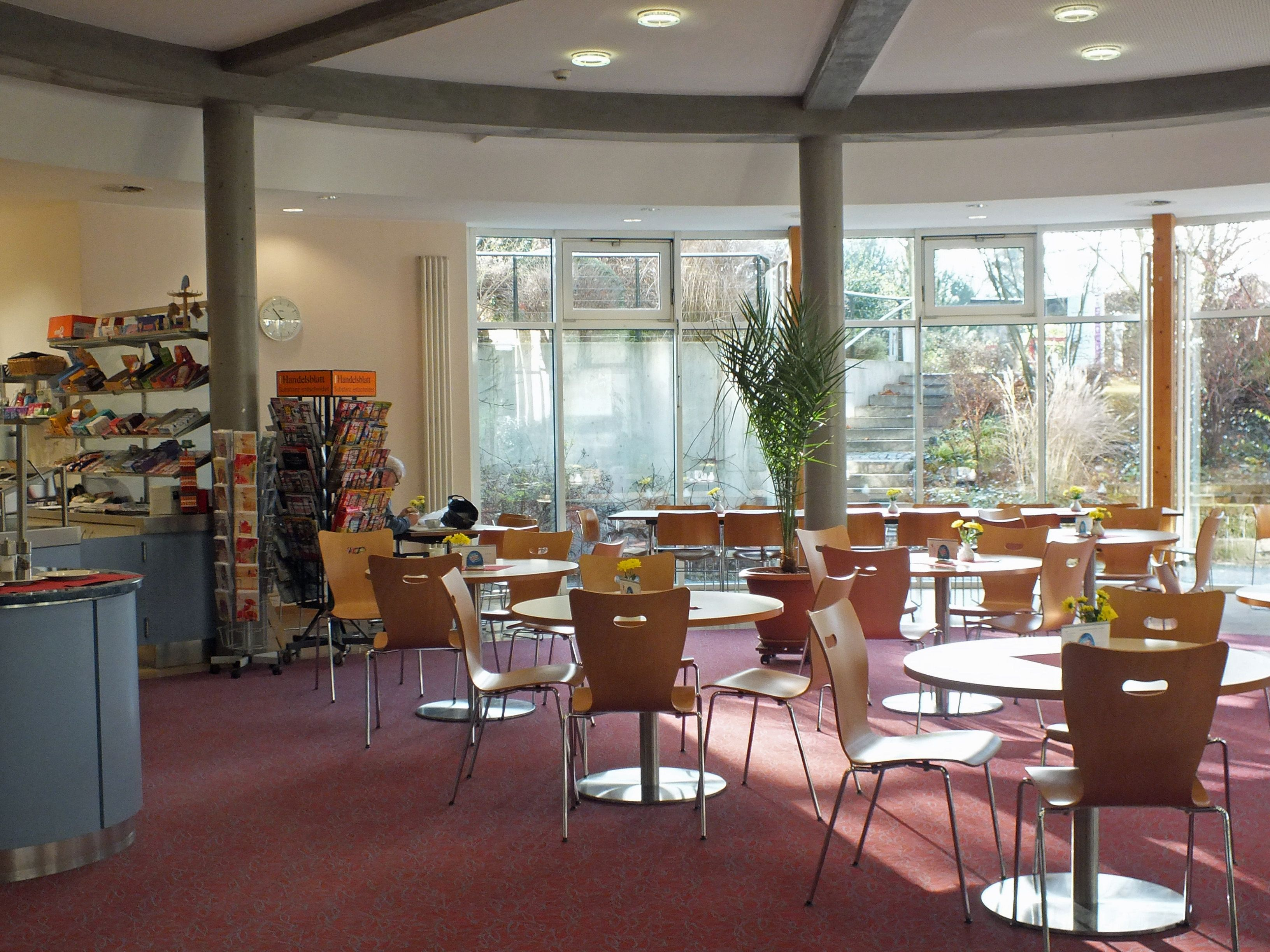
Die Cafeteria
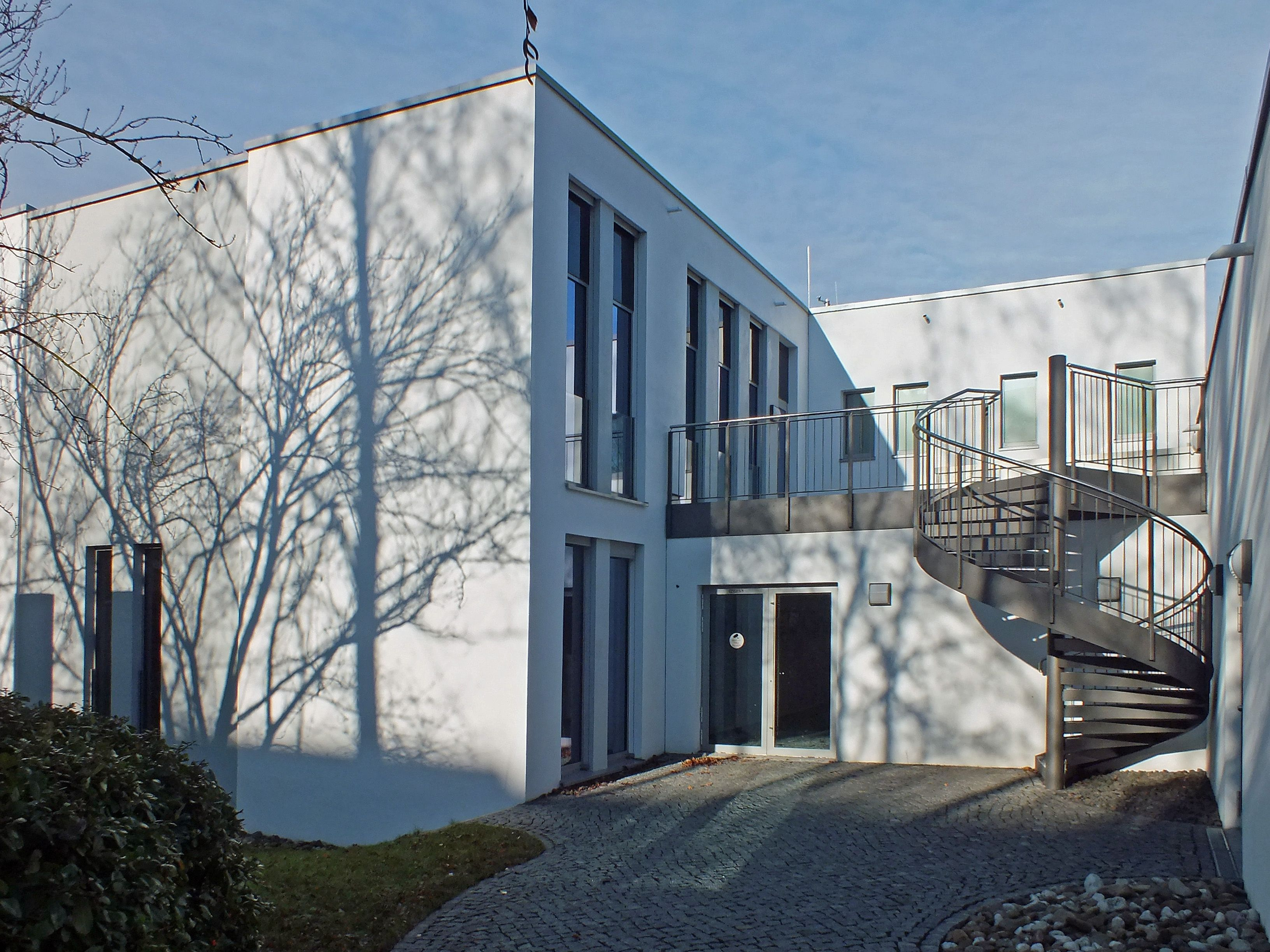
Die Krankenpflegeschule
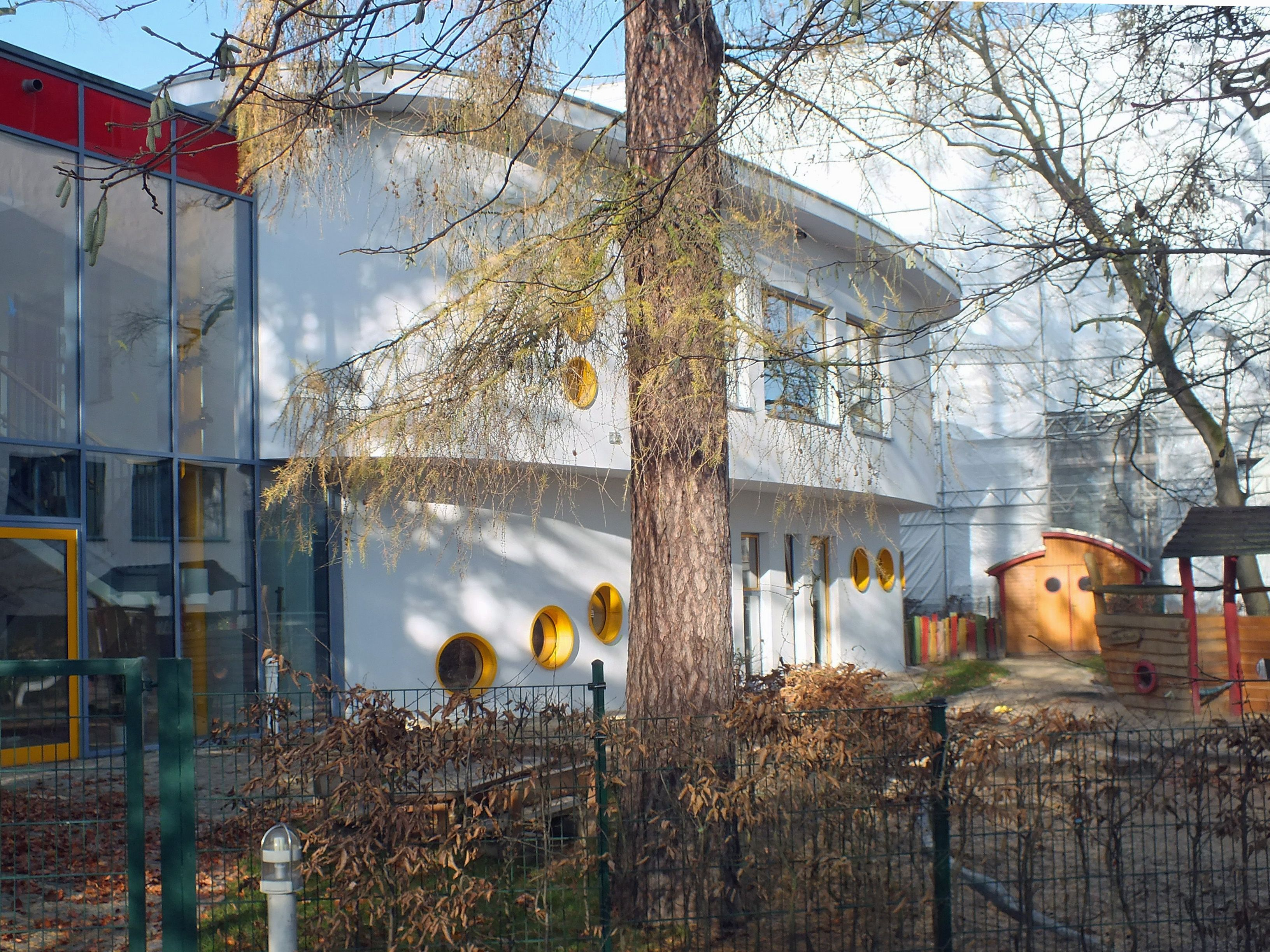
Am betriebsnahen Kindergarten

## Fachabteilungen
- Innere Medizin I (Pneumologie, Endokrinologie, Diabetologie, Kardiologie, Allgemeine Innere Medizin, Anerkannte Behandlungseinrichtung für Typ-1 und Typ-2-Diabetiker der Deutschen Diabetes-Gesellschaft)
- Innere Medizin II (Gastroenterologie, Onkologie, Palliativmedizin)
- Geriatrie (Akutgeriatrie, Geriatrische Frührehabilitation)
- Chirurgie I (Allgemein- und Viszeralchirurgie/Proktologie, Zentrum für Koloproktologie, Referenzzentrum für Hernienchirurgie)
- Chirurgie II (Unfallchirurgie und Orthopädie – Sportklinik, Zertifiziertes lokales Traumazentrum, Zertifiziertes Knorpeltransplantationszentrum, Zertifiziertes Endoprothesenzentrum)
- Alterstraumatologie
- Urologie (Erkrankungen der Prostata, Harnblase und Niere)
- Geburtshilfe und Pränatale Diagnostik
- Neonatologie
- Senologie/Brustzentrum (Zertifiziertes Brustzentrum der Deutschen Krebsgesellschaft)
- Gynäkologie
- Anästhesiologie und Intensivmedizin
- Schmerztherapie
- Radiologie (Röntgen, CT, MRT)

## Sonstige Einrichtungen
- Krankenhausapotheke

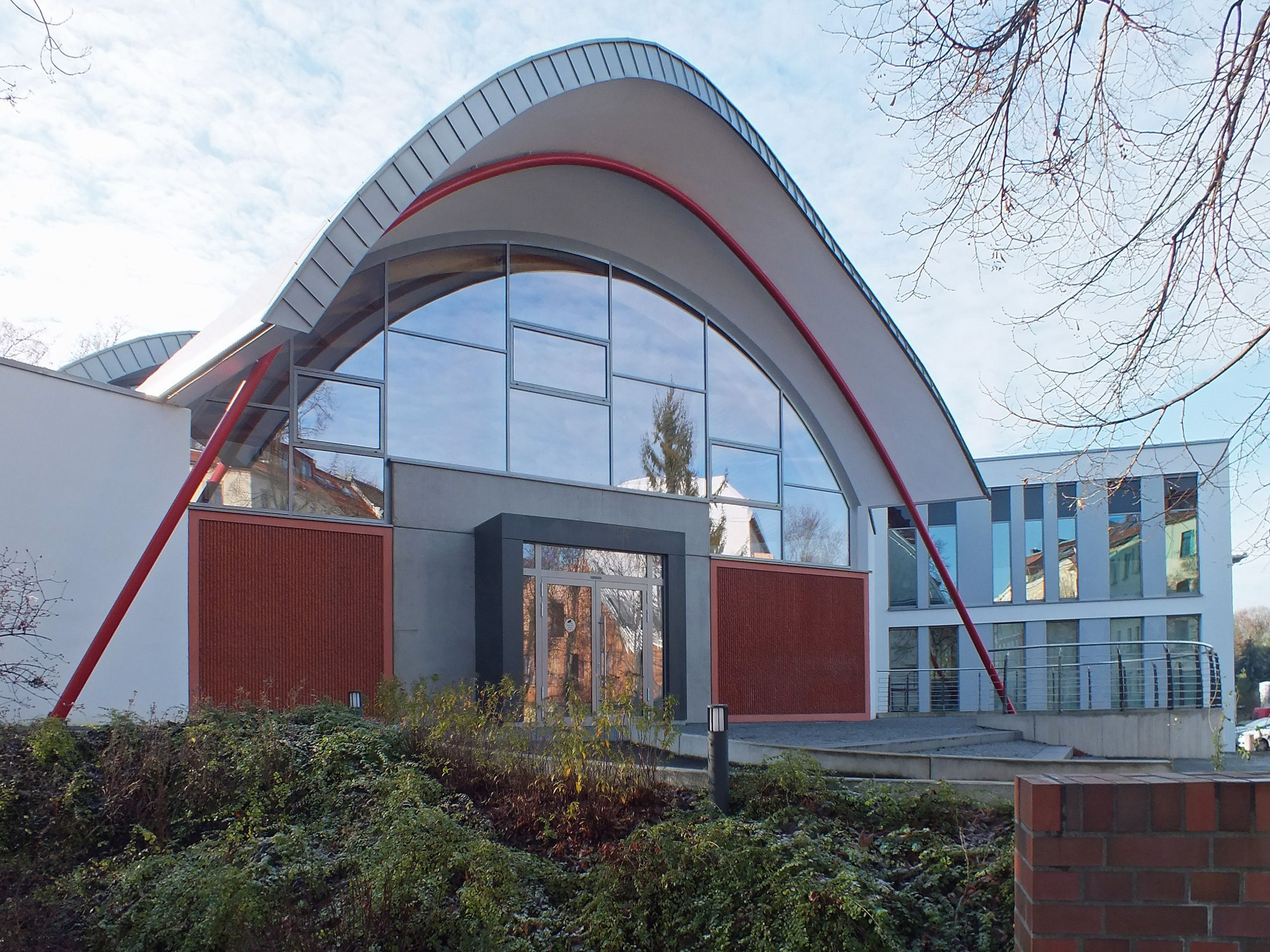
Das Konferenzzentrum

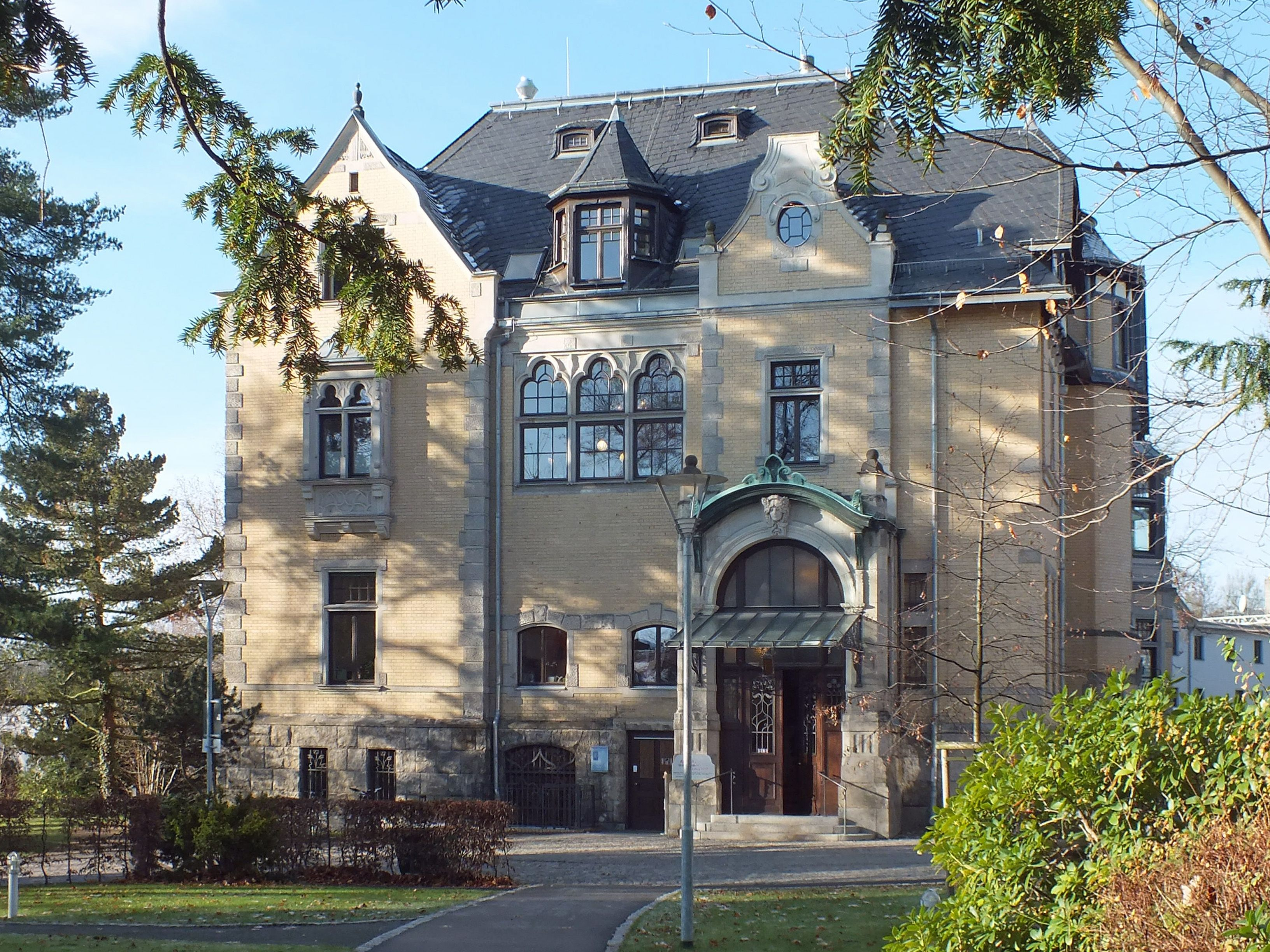
Das Rehazentrum

- Notfallambulanz mit Hubschrauberlandeplatz
- Physiotherapie
- Policura-Ärztehaus (ambulante Betreuung)
- Ambulantes Rehazentrum St. Elisabeth Leipzig (ARZ)
- Traditionelle chinesische Medizin (TCM)
- Krankenpflegeschule mit 75 Plätzen
- Konferenzzentrum
- Krankenhausbibliothek
- Katholische Hauskapelle
- Cafeteria
- Betriebsnaher Kindergarten „Elifant“